# Qiyunia lehtineni
Qiyunia lehtineni là một loài nhện trong họ Dictynidae. Chúng được Da-xiang Song & Yajun Xu miêu tả năm 1989, và chỉ được tìm thấy ở Trung Quốc và Nhật Bản.